# Fondina (stoviglia)

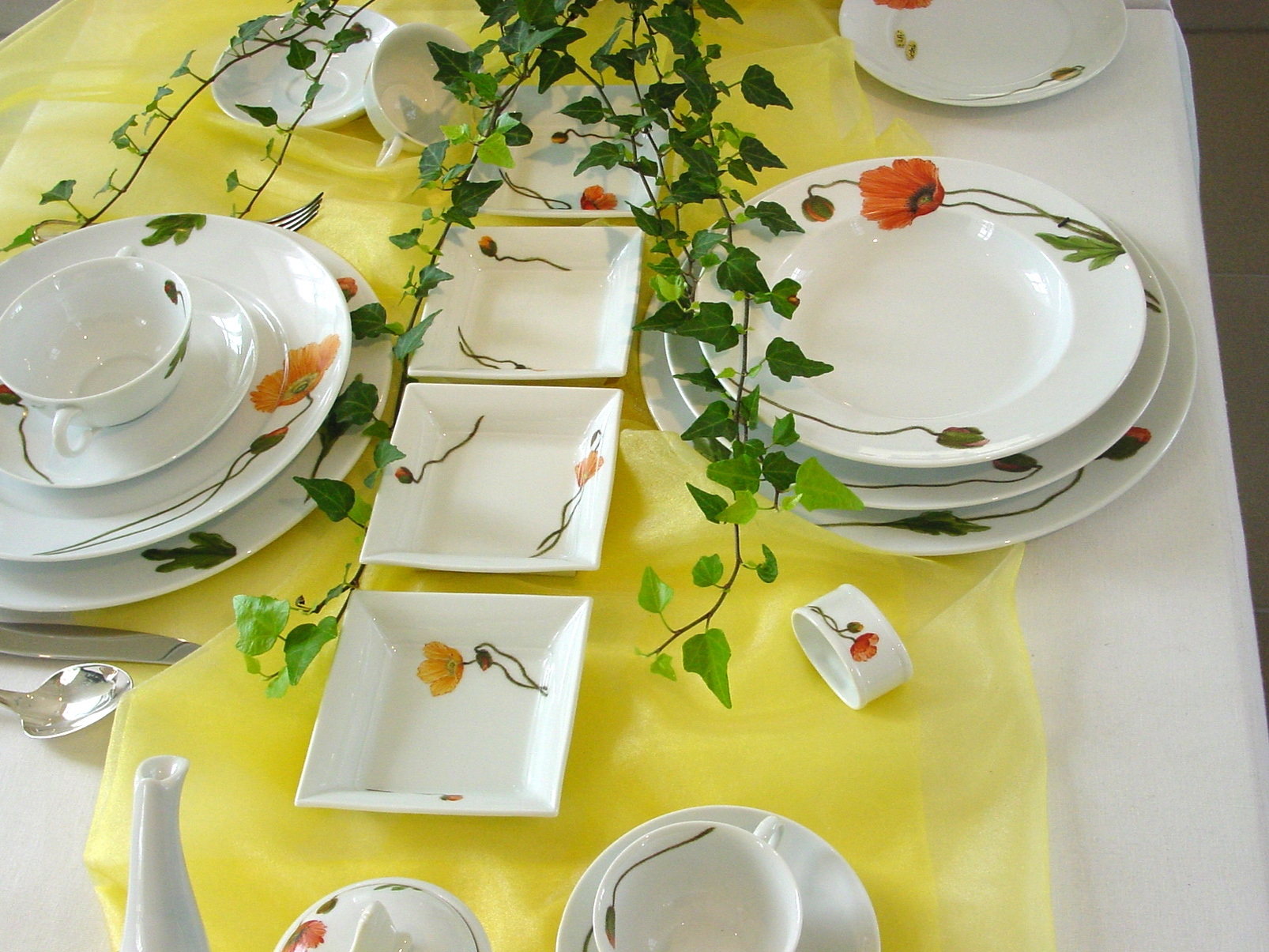
Piatto fondo con ala, decorata a papaveri, in un servizio da tavola

Piatto fondo o fondina è un tipo di stoviglia usata per servire il cibo, in particolare i primi piatti sia in brodo che asciutti. 
Come un piatto è di forma solitamente tondeggiante, raramente quadrata o lobata, ma risulta più profonda, può avere il bordo netto, come una ciotola schiacciata, o finito con uno sporto di forma appiattita che si chiama ala. Se fa parte di un servizio da tavola ha le stesse forme, colori e decorazioni degli altri pezzi. Il suo diametro va da 20 a 23 cm.
In una apparecchiatura formale fa parte del coperto, cioè si trova già in tavola sopra il piatto piano e viene riempita al momento dalla zuppiera.
Il piatto fondo di dimensioni maggiori (anche usata come zuppiera o comunque come contenitore intermedio dal quale prelevare il cibo per servirlo ai commensali) corrisponde ad una ciotola.